# Ophiocamax lesiotaxis
Ophiocamax lesiotaxis är en ormstjärneart som beskrevs av Hubert Lyman Clark. Ophiocamax lesiotaxis ingår i släktet Ophiocamax och familjen knotterormstjärnor. Inga underarter finns listade i Catalogue of Life.